# Ernst Heinrich Dannhauer
Ernst Heinrich Dannhauer (* 7. April 1800 in Neuruppin; † 16. Juli 1884 in Naumburg (Saale)) war ein preußischer Generalleutnant.

## Leben

### Herkunft
Ernst war ein Sohn von Johann Heinrich Dannhauer und dessen Ehefrau Sophie Gertrude, geborene Gutschmidt.

### Militärkarriere
Dannhauer trat am 15. März 1816 als Kanonier in die Garde-Artillerie-Brigade der Preußischen Armee ein und wurde am 13. November 1817 Portepeefähnrich. Von 1817 bis 1819 absolvierte er die Vereinigte Artillerie- und Ingenieurschule und avancierte zwischenzeitlich zum Sekondeleutnant. Nach seiner Rückkehr in den Truppendienst war Dannhauer 1827/28 als Lehrer für Mathematik in der Brigadeschule der Garde-Artillerie-Brigade tätig und stieg am 1. Oktober 1830 zum Premierleutnant auf. Am 30. März 1833 kam er als Kapitän in den Generalstab des V. Armee-Korps. Daran schlossen sich Verwendungen im Generalstab des II. und I. Armee-Korps an. Nachdem man ihn Ende April 1841 zum Major befördert hatte, wurde Dannhauer am 5. Oktober 1846 zum Chef des Generalstabes im I. Armee-Korps ernannt. Bis Anfang April 1851 avancierte er zum Oberst. Am 21. Juni 1855 folgte seine Ernennung zum Kommandeur der 25. Infanterie-Brigade und am 12. Juli 1855 die Beförderung zum Generalmajor. Am 4. April 1857 kam er als Inspekteur zur 3. Artillerie-Inspektion.
Am 27. Februar 1858 wurde Dannhauer zu den Offizieren der Armee versetzt und zum ersten Bevollmächtigten der Bundes-Militär-Inspektion in Frankfurt am Main ernannt. Am 22. November 1858 beauftragte man ihn mit der Führung der preußischen Besatzungstruppen in der Stadt. In dieser Eigenschaft wurde er am 31. Mai 1859 zum Generalleutnant befördert und erhielt ab dem 16. Juni in seiner Stellung ein jährliches Gehalt von 4000 Talern. Am 28. Juli 1859 bestätigte man seinen Pensionsanspruch seines Dienstgrades als Generalleutnant. Er wurde am 23. Oktober 1859 von seinem Kommando über die preußischen Truppen in Frankfurt entbunden und Ende November 1859 mit dem Großkreuz des Ordens der Eichenkrone ausgezeichnet. Anlässlich der Krönungsfeierlichkeiten von König Wilhelm I. wurde ihm am 18. Oktober 1861 der Rote Adlerorden I. Klasse mit Eichenlaub verliehen. Dannhauer war dann vom 19. Dezember 1863 bis zum 2. März 1866 mit der Führung des Oberkommandos über die Bundestruppen in Frankfurt beauftragt. Anschließend wurde er mit Pension zur Disposition gestellt. Er starb am 16. Juli 1884 in Naumburg (Saale).
Der General von Krauseneck schrieb 1847: „Gewandt und schnell im Arbeiten, pünktlich im Dienst, mit richtiger Auffassung und gutem Urteil. Im Besitz guter Kenntnisse, besonders im Gebiet der Artillerie, welcher Waffe er früher angehörte. Er hat sich bei großen Übungen als Offizier des Generalstabes die Zufriedenheit des Kommandierenden Generals erworben, ein Detachement, aus allen Waffen gemischt, hat er zur Zufriedenheit des Inspizierenden geführt. Auch für seine jetzige Stellung als Chef des Generalstabes beim I. Armeekorps geeignet. Der Kommandierende General des Korps hat ihm seine besondere Zufriedenheit bezeigt.“

### Familie
Dannhauer heiratete am 12. November 1839 in Stettin Dorothea Albertine Fidler (1802–1879), Tochter des Oberpredigers Fidler († 1835). Das Paar hatte einen Sohn Names Heinrich.

## Schriften
- Das Reißwitzsche Kriegsspiel von seinem Beginn bis zum Tode des Erfinders 1827. In: Militär-Wochenblatt. 56 (1874), S. 527ff.